# Sphaerella junciginea
Sphaerella junciginea är en svampart som beskrevs av Cooke 1890. Sphaerella junciginea ingår i släktet Sphaerella och familjen Mycosphaerellaceae.   Inga underarter finns listade i Catalogue of Life.